# Canção de Ninar (livro)
EXIBETITULO

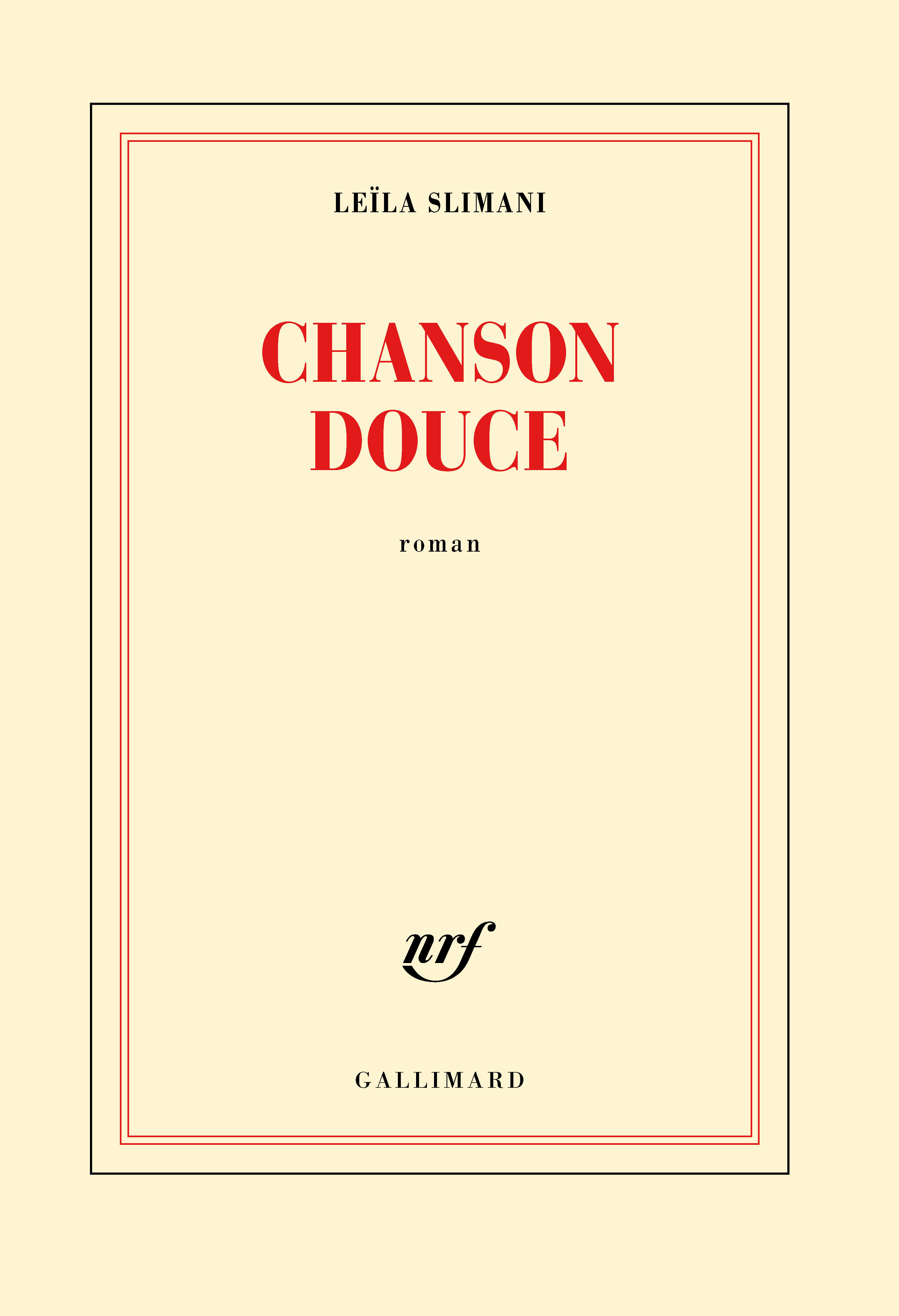
Canção de Ninar

Chanson Douce é um romance de Leïla Slimani, escritora e jornalista franco-marroquina. O livro foi publicado em Portugal como Canção Doce pela Alfaguara/Penguin Random House em 2017. No Brasil, o livro foi publicado em 2018 pelo selo Tusquets da editora Planeta, com o título Canção de Ninar. Em 2016, ganhou o Prêmio Goncourt.

## Enredo
Myriam, mãe de duas crianças pequenas, decide voltar a trabalhar mesmo com a relutância do marido. Assim, o casal inicia uma seleção em busca da babá perfeita até encontrar Louise, uma mulher discreta e educada. Ela se dá bem com as crianças, mantém a casa sempre limpa e não reclama quando precisa ficar até tarde. Aos poucos, no entanto, a relação de dependência mútua entre a família e Louise dá origem a pequenas frustrações, até o dia em que ocorre a tragédia.
De forma brutal, a trama do livro começa com o assassinato de duas crianças pela sua babá. Em seguida, narra a história de fundo dos pais, um casal parisiense liberal de classe média alta e da babá, uma mulher que está lutando econômica e psicologicamente.
Com uma tensão crescente construída desde as primeiras linhas, o romance trata de questões que revelam a essência de nossos tempos, abordando as relações de poder, os preconceitos entre classes e culturas, o papel da mulher na sociedade e as cobranças envolvendo a maternidade.

## Temas
Em Chanson Douce, Slimani explora as diferenças sociais, culpas e relações de poder presentes na sociedade, sem julgamentos ou condescendências. Na história, a babá transita entre a loucura e o desejo ilusório de alcançar a perfeição para pertencer a uma família burguesa. Louise possui as melhores referências dos pais das crianças de quem cuidou ao longo de sua vida, mas ela é solitária, pobre e triste. A babá quer pertencer a algum lugar, mas enlouquece e acaba perdendo o senso de realidade.
O final trágico é o ponto de partida para a trama que sugere uma grande reflexão: “Por que pessoas aparentemente normais são capazes de fazer tais crueldades?”. Segundo a autora, a intenção de escrever sobre um crime tão cruel não é a busca por justificativas, mas jogar luz em problemas socioeconômicos que contribuem para essas atrocidades acontecerem. A pobreza extrema, por exemplo, é uma das questões levantadas no romance; a babá, Louise, é a assassina mas é também fruto de uma estrutura social opressora. Na opinião de Slimani, a miséria pode causar violência e levar muitas pessoas à loucura.
O livro trata também sobre a culpa materna. Myriam quer estar presente no desenvolvimento dos filhos, ao mesmo tempo que quer quer retomar o sonho dos tempos de faculdade de Direito e se realizar profissionalmente. A pressão vem da sociedade, da família e das próprias mulheres. "Percebi, na qualidade de mulher e na qualidade de mãe, que eu só poderia ser realmente emancipada e livre quando tivesse aceitado o fato der ser imperfeita." Para a escritora, a sociedade imputa muito mais culpa às mulheres que aos homens, especialmente no que diz respeito à maternidade.
Outro tema observado no livro é a exposição do racismo e da divisão entre classes sociais numa hostil sociedade parisiense. Notam-se nas conversas entre as babás, nas conversas entre amigos, ou, nas decisões a tomar. Mas, uma hostilidade mais sutil do que ostensiva.

## Desenvolvimento
Slimani resolveu escrever um livro sobre babás por achá-las personagens interessantes e pelo potencial de discutir a relação entre as diferentes classes sociais. Segundo a autora, as babás possuem uma intimidade e um conhecimento da família com quem trabalham. Alimentam e ensinam as crianças que não são delas. Os patrões dizem que são da família, elas moram em suas casas, mas, ainda assim, elas não pertencem àquela casa, àquela família. A ideia de escrever o romance surgiu de várias entrevistas que ela realizou com candidatas à babá de seu filho, e foi então que ela percebeu a violência sofrida por aquelas mulheres. O suspense é baseado livremente na história real de Yoselyn Ortega, uma babá de Nova York, que assassinou as duas crianças das quais cuidava e tentou suicídio em seguida, em 2012. Para a autora, "A literatura não tem o papel de dar desculpas pra nada, nem pra ninguém, mas tentar entender que, inclusive, cada monstro tem as suas razões".
Além desse caso, Slimani nomeou a babá Louise em referência a Louise Woodward, uma babá britânica de 19 anos que foi trabalhar nos Estados Unidos e acabou matando a criança que estava sob seus cuidados, em 1997.
A descrição do crime é o ponto de partida da obra, e a autora decidiu desenvolver a trama desta forma para captar logo a atenção do leitor, e fazê-lo se questionar o que leva uma pessoa a matar uma criança. A partir do choque inicial, o leitor passa a querer compreender o crime e se torna um investigador. É uma investigação psicológica, mas também uma radiografia dos fatos aparentemente insignificantes do cotidiano. E com um efeito de real: tudo o que se passa na vida destas pessoas pode acontecer também na vida do leitor.

## Recepção
O romance foi bem recebido pelos críticos franceses, se tornando o livro mais lido na França, no ano de seu lançamento. Chanson Douce vendeu mais de 600.000 exemplares só na França, e chocou a sociedade pela temática.
Em 2016, ganhou o Prêmio Goncourt, tornando Slimani a mais jovem escritora e 12ª mulher a receber a homenagem, que premiou 102 homens desde sua criação, em 1903.

## Adaptações
Uma adaptação cinematográfica foi lançada no ano de 2019. Com título homônimo, o filme foi dirigido por Lucie Borleteau e estrelado por Karin Viard.